# 2006年のナショナルリーグチャンピオンシップシリーズ
2006年の野球において、メジャーリーグベースボール（MLB）のポストシーズンは10月3日に開幕した。ナショナルリーグの第37回リーグチャンピオンシップシリーズ（英語: 37th National League Championship Series、以下「リーグ優勝決定戦」と表記）は、12日から19日にかけて計7試合が開催された。その結果、セントルイス・カージナルス（中地区）がニューヨーク・メッツ（東地区）を4勝3敗で下し、2年ぶり17回目のリーグ優勝およびワールドシリーズ進出を果たした。
両球団がポストシーズンで対戦するのは、2000年のリーグ優勝決定戦以来6年ぶり2度目。この年のレギュラーシーズンでは両球団は6試合対戦し、メッツが4勝2敗と勝ち越していた。この年、メッツはナショナルリーグ全体でも勝率2位に9ゲーム差をつける独走状態だったのに対し、カージナルスはポストシーズン進出球団史上3番目の低勝率だったことから、シリーズ開幕前はメッツが優位とみられていたが、カージナルスは下馬評を覆してシリーズを制した。レギュラーシーズン勝率が低いほうの球団が制したポストシーズンのシリーズとしては、今シリーズの勝率差83ポイントは当時歴代5位の大きさである。カージナルス監督のトニー・ラルーサは、ナショナルリーグとアメリカンリーグのそれぞれで監督として複数回のリーグ優勝を達成した史上初の人物となった。シリーズMVPには、最終第7戦に先発登板して7.0イニング1失点の好投を見せるなど、2試合15.0イニングで1勝0敗・防御率0.60という成績を残したカージナルスのジェフ・スーパンが選出された。このあとカージナルスは、ワールドシリーズでもアメリカンリーグ王者デトロイト・タイガースを4勝1敗で下し、24年ぶり10度目の優勝を成し遂げた。

## 試合結果
2006年のナショナルリーグ優勝決定戦は10月12日に開幕し、途中に雨天順延を挟んで8日間で7試合が行われた。日程・結果は以下の通り。
| 日付                                                       | 試合  | ビジター球団（先攻）       | スコア   | ホーム球団（後攻）         | 開催球場             | 開催球場                               |
| ---------------------------------------------------------- | ----- | -------------------------- | -------- | -------------------------- | -------------------- | -------------------------------------- |
| 10月11日（水）                                             | 第1戦 | 雨天順延                   | 雨天順延 | 雨天順延                   | シェイ・スタジアム   | シェイ・スタジアムブッシュ・スタジアム |
| 10月12日（木）                                             | 第1戦 | セントルイス・カージナルス | 0－2     | ニューヨーク・メッツ       | シェイ・スタジアム   | シェイ・スタジアムブッシュ・スタジアム |
| 10月13日（金）                                             | 第2戦 | セントルイス・カージナルス | 9－6     | ニューヨーク・メッツ       | シェイ・スタジアム   | シェイ・スタジアムブッシュ・スタジアム |
| 10月14日（土）                                             | 第3戦 | ニューヨーク・メッツ       | 0－5     | セントルイス・カージナルス | ブッシュ・スタジアム | シェイ・スタジアムブッシュ・スタジアム |
| 10月15日（日）                                             | 第4戦 | ニューヨーク・メッツ       | 12－5    | セントルイス・カージナルス | ブッシュ・スタジアム | シェイ・スタジアムブッシュ・スタジアム |
| 10月16日（月）                                             | 第5戦 | 雨天順延                   | 雨天順延 | 雨天順延                   | ブッシュ・スタジアム | シェイ・スタジアムブッシュ・スタジアム |
| 10月17日（火）                                             | 第5戦 | ニューヨーク・メッツ       | 2－4     | セントルイス・カージナルス | ブッシュ・スタジアム | シェイ・スタジアムブッシュ・スタジアム |
| 10月18日（水）                                             | 第6戦 | セントルイス・カージナルス | 2－4     | ニューヨーク・メッツ       | シェイ・スタジアム   | シェイ・スタジアムブッシュ・スタジアム |
| 10月19日（木）                                             | 第7戦 | セントルイス・カージナルス | 3－1     | ニューヨーク・メッツ       | シェイ・スタジアム   | シェイ・スタジアムブッシュ・スタジアム |
| 優勝：セントルイス・カージナルス（4勝3敗 / 2年ぶり17度目） |       |                            |          |                            |                      | シェイ・スタジアムブッシュ・スタジアム |

### 第1戦 10月12日
- シェイ・スタジアム（ニューヨーク州ニューヨーク市クイーンズ区）

|                            | 1 | 2 | 3 | 4 | 5 | 6 | 7 | 8 | 9 | R | H | E |
| -------------------------- | - | - | - | - | - | - | - | - | - | - | - | - |
| セントルイス・カージナルス | 0 | 0 | 0 | 0 | 0 | 0 | 0 | 0 | 0 | 0 | 4 | 0 |
| ニューヨーク・メッツ       | 0 | 0 | 0 | 0 | 0 | 2 | 0 | 0 | X | 2 | 6 | 0 |

1. 勝利：トム・グラビン（1勝）
2. セーブ：ビリー・ワグナー（1S）
3. 敗戦：ジェフ・ウィーバー（1敗）
4. 本塁打
NYM：カルロス・ベルトラン1号2ラン
5. 審判
［球審］ティム・ウェルキー
［塁審］一塁: ジム・ジョイス、二塁: ジェリー・レイン、三塁: フィールディン・カルブレス
［外審］左翼: ジェフ・ケロッグ、右翼: ゲイリー・ダーリング
6. 試合開始時刻: 東部夏時間（UTC-4）午後8時21分  試合時間: 2時間52分  観客: 5万6311人  気温: 67°F（19.4°C）
詳細: MLB.com Gameday / ESPN.com / Baseball-Reference.com / Fangraphs

| セントルイス・カージナルス | セントルイス・カージナルス | セントルイス・カージナルス | セントルイス・カージナルス | セントルイス・カージナルス                                                                                                 | ニューヨーク・メッツ | ニューヨーク・メッツ | ニューヨーク・メッツ | ニューヨーク・メッツ | ニューヨーク・メッツ                                                                                      |
| -------------------------- | -------------------------- | -------------------------- | -------------------------- | --- | -------------------- | -------------------- | -------------------- | -------------------- | --- |
| 打順                       | 守備                       | 選手                       | 打席                       | J・ウィーバーY・モリーナA・プホルスR・ベリアードS・ローレンD・エクスタインP・ウィルソンJ・エドモンズJ・エンカー · ナシオン | 打順                 | 守備                 | 選手                 | 打席                 | T・グラビンP・ロデューカC・デルガドJ・バレンティンD・ライトJ・レイエスC・フロイドC・ベルトランS・グリーン |
| 1                          | 遊                         | D・エクスタイン            | 右                         | J・ウィーバーY・モリーナA・プホルスR・ベリアードS・ローレンD・エクスタインP・ウィルソンJ・エドモンズJ・エンカー · ナシオン | 1                    | 遊                   | J・レイエス          | 両                   | T・グラビンP・ロデューカC・デルガドJ・バレンティンD・ライトJ・レイエスC・フロイドC・ベルトランS・グリーン |
| 2                          | 左                         | P・ウィルソン              | 右                         | J・ウィーバーY・モリーナA・プホルスR・ベリアードS・ローレンD・エクスタインP・ウィルソンJ・エドモンズJ・エンカー · ナシオン | 2                    | 捕                   | P・ロデューカ        | 右                   | T・グラビンP・ロデューカC・デルガドJ・バレンティンD・ライトJ・レイエスC・フロイドC・ベルトランS・グリーン |
| 3                          | 一                         | A・プホルス                | 右                         | J・ウィーバーY・モリーナA・プホルスR・ベリアードS・ローレンD・エクスタインP・ウィルソンJ・エドモンズJ・エンカー · ナシオン | 3                    | 中                   | C・ベルトラン        | 両                   | T・グラビンP・ロデューカC・デルガドJ・バレンティンD・ライトJ・レイエスC・フロイドC・ベルトランS・グリーン |
| 4                          | 右                         | J・エンカーナシオン        | 右                         | J・ウィーバーY・モリーナA・プホルスR・ベリアードS・ローレンD・エクスタインP・ウィルソンJ・エドモンズJ・エンカー · ナシオン | 4                    | 一                   | C・デルガド          | 左                   | T・グラビンP・ロデューカC・デルガドJ・バレンティンD・ライトJ・レイエスC・フロイドC・ベルトランS・グリーン |
| 5                          | 三                         | S・ローレン                | 右                         | J・ウィーバーY・モリーナA・プホルスR・ベリアードS・ローレンD・エクスタインP・ウィルソンJ・エドモンズJ・エンカー · ナシオン | 5                    | 三                   | D・ライト            | 右                   | T・グラビンP・ロデューカC・デルガドJ・バレンティンD・ライトJ・レイエスC・フロイドC・ベルトランS・グリーン |
| 6                          | 中                         | J・エドモンズ              | 左                         | J・ウィーバーY・モリーナA・プホルスR・ベリアードS・ローレンD・エクスタインP・ウィルソンJ・エドモンズJ・エンカー · ナシオン | 6                    | 左                   | C・フロイド          | 左                   | T・グラビンP・ロデューカC・デルガドJ・バレンティンD・ライトJ・レイエスC・フロイドC・ベルトランS・グリーン |
| 7                          | 二                         | R・ベリアード              | 右                         | J・ウィーバーY・モリーナA・プホルスR・ベリアードS・ローレンD・エクスタインP・ウィルソンJ・エドモンズJ・エンカー · ナシオン | 7                    | 右                   | S・グリーン          | 左                   | T・グラビンP・ロデューカC・デルガドJ・バレンティンD・ライトJ・レイエスC・フロイドC・ベルトランS・グリーン |
| 8                          | 捕                         | Y・モリーナ                | 右                         | J・ウィーバーY・モリーナA・プホルスR・ベリアードS・ローレンD・エクスタインP・ウィルソンJ・エドモンズJ・エンカー · ナシオン | 8                    | 二                   | J・バレンティン      | 両                   | T・グラビンP・ロデューカC・デルガドJ・バレンティンD・ライトJ・レイエスC・フロイドC・ベルトランS・グリーン |
| 9                          | 投                         | J・ウィーバー              | 右                         | J・ウィーバーY・モリーナA・プホルスR・ベリアードS・ローレンD・エクスタインP・ウィルソンJ・エドモンズJ・エンカー · ナシオン | 9                    | 投                   | T・グラビン          | 左                   | T・グラビンP・ロデューカC・デルガドJ・バレンティンD・ライトJ・レイエスC・フロイドC・ベルトランS・グリーン |
| 先発投手                   | 先発投手                   | 先発投手                   | 投球                       | J・ウィーバーY・モリーナA・プホルスR・ベリアードS・ローレンD・エクスタインP・ウィルソンJ・エドモンズJ・エンカー · ナシオン | 先発投手             | 先発投手             | 先発投手             | 投球                 | T・グラビンP・ロデューカC・デルガドJ・バレンティンD・ライトJ・レイエスC・フロイドC・ベルトランS・グリーン |
| J・ウィーバー              | J・ウィーバー              | J・ウィーバー              | 右                         | J・ウィーバーY・モリーナA・プホルスR・ベリアードS・ローレンD・エクスタインP・ウィルソンJ・エドモンズJ・エンカー · ナシオン | T・グラビン          | T・グラビン          | T・グラビン          | 左                   | T・グラビンP・ロデューカC・デルガドJ・バレンティンD・ライトJ・レイエスC・フロイドC・ベルトランS・グリーン |

### 第2戦 10月13日
- シェイ・スタジアム（ニューヨーク州ニューヨーク市クイーンズ区）

|                            | 1 | 2 | 3 | 4 | 5 | 6 | 7 | 8 | 9 | R | H  | E |
| -------------------------- | - | - | - | - | - | - | - | - | - | - | -- | - |
| セントルイス・カージナルス | 0 | 2 | 2 | 0 | 0 | 0 | 2 | 0 | 3 | 9 | 10 | 1 |
| ニューヨーク・メッツ       | 3 | 1 | 0 | 0 | 1 | 1 | 0 | 0 | 0 | 6 | 9  | 2 |

1. 勝利：ジョシュ・キニー（1勝）
2. 敗戦：ビリー・ワグナー（1敗1S）
3. 本塁打
STL：ジム・エドモンズ1号2ラン、田口壮1号ソロ
NYM：カルロス・デルガド1号3ラン・2号ソロ
4. 審判
［球審］ジム・ジョイス
［塁審］一塁: ジェリー・レイン、二塁: フィールディン・カルブレス、三塁: ジェフ・ケロッグ
［外審］左翼: ゲイリー・ダーリング、右翼: ティム・ウェルキー
5. 試合開始時刻: 東部夏時間（UTC-4）午後8時6分  試合時間: 3時間58分  観客: 5万6349人  気温: 54°F（12.2°C）
詳細: MLB.com Gameday / ESPN.com / Baseball-Reference.com / Fangraphs

| セントルイス・カージナルス | セントルイス・カージナルス | セントルイス・カージナルス | セントルイス・カージナルス | セントルイス・カージナルス                                                                                                   | ニューヨーク・メッツ | ニューヨーク・メッツ | ニューヨーク・メッツ | ニューヨーク・メッツ | ニューヨーク・メッツ                                                                                    |
| -------------------------- | -------------------------- | -------------------------- | -------------------------- | --- | -------------------- | -------------------- | -------------------- | -------------------- | --- |
| 打順                       | 守備                       | 選手                       | 打席                       | C・カーペンターY・モリーナA・プホルスR・ベリアードS・スピージオD・エクスタインC・ダンカンJ・エドモンズJ・エンカー · ナシオン | 打順                 | 守備                 | 選手                 | 打席                 | J・メインP・ロデューカC・デルガドJ・バレンティンD・ライトJ・レイエスE・チャベスC・ベルトランS・グリーン |
| 1                          | 遊                         | D・エクスタイン            | 右                         | C・カーペンターY・モリーナA・プホルスR・ベリアードS・スピージオD・エクスタインC・ダンカンJ・エドモンズJ・エンカー · ナシオン | 1                    | 遊                   | J・レイエス          | 両                   | J・メインP・ロデューカC・デルガドJ・バレンティンD・ライトJ・レイエスE・チャベスC・ベルトランS・グリーン |
| 2                          | 左                         | C・ダンカン                | 左                         | C・カーペンターY・モリーナA・プホルスR・ベリアードS・スピージオD・エクスタインC・ダンカンJ・エドモンズJ・エンカー · ナシオン | 2                    | 捕                   | P・ロデューカ        | 右                   | J・メインP・ロデューカC・デルガドJ・バレンティンD・ライトJ・レイエスE・チャベスC・ベルトランS・グリーン |
| 3                          | 一                         | A・プホルス                | 右                         | C・カーペンターY・モリーナA・プホルスR・ベリアードS・スピージオD・エクスタインC・ダンカンJ・エドモンズJ・エンカー · ナシオン | 3                    | 中                   | C・ベルトラン        | 両                   | J・メインP・ロデューカC・デルガドJ・バレンティンD・ライトJ・レイエスE・チャベスC・ベルトランS・グリーン |
| 4                          | 中                         | J・エドモンズ              | 左                         | C・カーペンターY・モリーナA・プホルスR・ベリアードS・スピージオD・エクスタインC・ダンカンJ・エドモンズJ・エンカー · ナシオン | 4                    | 一                   | C・デルガド          | 左                   | J・メインP・ロデューカC・デルガドJ・バレンティンD・ライトJ・レイエスE・チャベスC・ベルトランS・グリーン |
| 5                          | 三                         | S・スピージオ              | 両                         | C・カーペンターY・モリーナA・プホルスR・ベリアードS・スピージオD・エクスタインC・ダンカンJ・エドモンズJ・エンカー · ナシオン | 5                    | 三                   | D・ライト            | 右                   | J・メインP・ロデューカC・デルガドJ・バレンティンD・ライトJ・レイエスE・チャベスC・ベルトランS・グリーン |
| 6                          | 右                         | J・エンカーナシオン        | 右                         | C・カーペンターY・モリーナA・プホルスR・ベリアードS・スピージオD・エクスタインC・ダンカンJ・エドモンズJ・エンカー · ナシオン | 6                    | 右                   | S・グリーン          | 左                   | J・メインP・ロデューカC・デルガドJ・バレンティンD・ライトJ・レイエスE・チャベスC・ベルトランS・グリーン |
| 7                          | 二                         | R・ベリアード              | 右                         | C・カーペンターY・モリーナA・プホルスR・ベリアードS・スピージオD・エクスタインC・ダンカンJ・エドモンズJ・エンカー · ナシオン | 7                    | 二                   | J・バレンティン      | 両                   | J・メインP・ロデューカC・デルガドJ・バレンティンD・ライトJ・レイエスE・チャベスC・ベルトランS・グリーン |
| 8                          | 捕                         | Y・モリーナ                | 右                         | C・カーペンターY・モリーナA・プホルスR・ベリアードS・スピージオD・エクスタインC・ダンカンJ・エドモンズJ・エンカー · ナシオン | 8                    | 左                   | E・チャベス          | 左                   | J・メインP・ロデューカC・デルガドJ・バレンティンD・ライトJ・レイエスE・チャベスC・ベルトランS・グリーン |
| 9                          | 投                         | C・カーペンター            | 右                         | C・カーペンターY・モリーナA・プホルスR・ベリアードS・スピージオD・エクスタインC・ダンカンJ・エドモンズJ・エンカー · ナシオン | 9                    | 投                   | J・メイン            | 右                   | J・メインP・ロデューカC・デルガドJ・バレンティンD・ライトJ・レイエスE・チャベスC・ベルトランS・グリーン |
| 先発投手                   | 先発投手                   | 先発投手                   | 投球                       | C・カーペンターY・モリーナA・プホルスR・ベリアードS・スピージオD・エクスタインC・ダンカンJ・エドモンズJ・エンカー · ナシオン | 先発投手             | 先発投手             | 先発投手             | 投球                 | J・メインP・ロデューカC・デルガドJ・バレンティンD・ライトJ・レイエスE・チャベスC・ベルトランS・グリーン |
| C・カーペンター            | C・カーペンター            | C・カーペンター            | 右                         | C・カーペンターY・モリーナA・プホルスR・ベリアードS・スピージオD・エクスタインC・ダンカンJ・エドモンズJ・エンカー · ナシオン | J・メイン            | J・メイン            | J・メイン            | 右                   | J・メインP・ロデューカC・デルガドJ・バレンティンD・ライトJ・レイエスE・チャベスC・ベルトランS・グリーン |

### 第3戦 10月14日
- ブッシュ・スタジアム（ミズーリ州セントルイス）

|                            | 1 | 2 | 3 | 4 | 5 | 6 | 7 | 8 | 9 | R | H | E |
| -------------------------- | - | - | - | - | - | - | - | - | - | - | - | - |
| ニューヨーク・メッツ       | 0 | 0 | 0 | 0 | 0 | 0 | 0 | 0 | 0 | 0 | 3 | 0 |
| セントルイス・カージナルス | 2 | 3 | 0 | 0 | 0 | 0 | 0 | 0 | 0 | 5 | 8 | 0 |

1. 勝利：ジェフ・スーパン（1勝）
2. 敗戦：スティーブ・トラクセル（1敗）
3. 本塁打
STL：ジェフ・スーパン1号ソロ
4. 審判
［球審］ジェリー・レイン
［塁審］一塁: フィールディン・カルブレス、二塁: ジェフ・ケロッグ、三塁: ゲイリー・ダーリング
［外審］左翼: ティム・ウェルキー、右翼: ジム・ジョイス
5. 試合開始時刻: 中部夏時間（UTC-5）午後7時16分  試合時間: 2時間53分  観客: 4万7053人  気温: 52°F（11.1°C）
詳細: MLB.com Gameday / ESPN.com / Baseball-Reference.com / Fangraphs

| ニューヨーク・メッツ | ニューヨーク・メッツ | ニューヨーク・メッツ | ニューヨーク・メッツ | ニューヨーク・メッツ                                                                                        | セントルイス・カージナルス | セントルイス・カージナルス | セントルイス・カージナルス | セントルイス・カージナルス | セントルイス・カージナルス                                                                                      |
| -------------------- | -------------------- | -------------------- | -------------------- | --- | -------------------------- | -------------------------- | -------------------------- | -------------------------- | --- |
| 打順                 | 守備                 | 選手                 | 打席                 | S・トラクセルP・ロデューカC・デルガドJ・バレンティンD・ライトJ・レイエスE・チャベスC・ベルトランS・グリーン | 打順                       | 守備                       | 選手                       | 打席                       | J・スーパンY・モリーナA・プホルスR・ベリアードS・ローレンD・エクスタインS・スピージオJ・エドモンズP・ウィルソン |
| 1                    | 遊                   | J・レイエス          | 両                   | S・トラクセルP・ロデューカC・デルガドJ・バレンティンD・ライトJ・レイエスE・チャベスC・ベルトランS・グリーン | 1                          | 遊                         | D・エクスタイン            | 右                         | J・スーパンY・モリーナA・プホルスR・ベリアードS・ローレンD・エクスタインS・スピージオJ・エドモンズP・ウィルソン |
| 2                    | 捕                   | P・ロデューカ        | 右                   | S・トラクセルP・ロデューカC・デルガドJ・バレンティンD・ライトJ・レイエスE・チャベスC・ベルトランS・グリーン | 2                          | 右                         | P・ウィルソン              | 右                         | J・スーパンY・モリーナA・プホルスR・ベリアードS・ローレンD・エクスタインS・スピージオJ・エドモンズP・ウィルソン |
| 3                    | 中                   | C・ベルトラン        | 両                   | S・トラクセルP・ロデューカC・デルガドJ・バレンティンD・ライトJ・レイエスE・チャベスC・ベルトランS・グリーン | 3                          | 一                         | A・プホルス                | 右                         | J・スーパンY・モリーナA・プホルスR・ベリアードS・ローレンD・エクスタインS・スピージオJ・エドモンズP・ウィルソン |
| 4                    | 一                   | C・デルガド          | 左                   | S・トラクセルP・ロデューカC・デルガドJ・バレンティンD・ライトJ・レイエスE・チャベスC・ベルトランS・グリーン | 4                          | 中                         | J・エドモンズ              | 左                         | J・スーパンY・モリーナA・プホルスR・ベリアードS・ローレンD・エクスタインS・スピージオJ・エドモンズP・ウィルソン |
| 5                    | 三                   | D・ライト            | 右                   | S・トラクセルP・ロデューカC・デルガドJ・バレンティンD・ライトJ・レイエスE・チャベスC・ベルトランS・グリーン | 5                          | 左                         | S・スピージオ              | 両                         | J・スーパンY・モリーナA・プホルスR・ベリアードS・ローレンD・エクスタインS・スピージオJ・エドモンズP・ウィルソン |
| 6                    | 右                   | S・グリーン          | 左                   | S・トラクセルP・ロデューカC・デルガドJ・バレンティンD・ライトJ・レイエスE・チャベスC・ベルトランS・グリーン | 6                          | 三                         | S・ローレン                | 右                         | J・スーパンY・モリーナA・プホルスR・ベリアードS・ローレンD・エクスタインS・スピージオJ・エドモンズP・ウィルソン |
| 7                    | 二                   | J・バレンティン      | 両                   | S・トラクセルP・ロデューカC・デルガドJ・バレンティンD・ライトJ・レイエスE・チャベスC・ベルトランS・グリーン | 7                          | 二                         | R・ベリアード              | 右                         | J・スーパンY・モリーナA・プホルスR・ベリアードS・ローレンD・エクスタインS・スピージオJ・エドモンズP・ウィルソン |
| 8                    | 左                   | E・チャベス          | 左                   | S・トラクセルP・ロデューカC・デルガドJ・バレンティンD・ライトJ・レイエスE・チャベスC・ベルトランS・グリーン | 8                          | 捕                         | Y・モリーナ                | 右                         | J・スーパンY・モリーナA・プホルスR・ベリアードS・ローレンD・エクスタインS・スピージオJ・エドモンズP・ウィルソン |
| 9                    | 投                   | S・トラクセル        | 右                   | S・トラクセルP・ロデューカC・デルガドJ・バレンティンD・ライトJ・レイエスE・チャベスC・ベルトランS・グリーン | 9                          | 投                         | J・スーパン                | 右                         | J・スーパンY・モリーナA・プホルスR・ベリアードS・ローレンD・エクスタインS・スピージオJ・エドモンズP・ウィルソン |
| 先発投手             | 先発投手             | 先発投手             | 投球                 | S・トラクセルP・ロデューカC・デルガドJ・バレンティンD・ライトJ・レイエスE・チャベスC・ベルトランS・グリーン | 先発投手                   | 先発投手                   | 先発投手                   | 投球                       | J・スーパンY・モリーナA・プホルスR・ベリアードS・ローレンD・エクスタインS・スピージオJ・エドモンズP・ウィルソン |
| S・トラクセル        | S・トラクセル        | S・トラクセル        | 右                   | S・トラクセルP・ロデューカC・デルガドJ・バレンティンD・ライトJ・レイエスE・チャベスC・ベルトランS・グリーン | J・スーパン                | J・スーパン                | J・スーパン                | 右                         | J・スーパンY・モリーナA・プホルスR・ベリアードS・ローレンD・エクスタインS・スピージオJ・エドモンズP・ウィルソン |

### 第4戦 10月15日
- ブッシュ・スタジアム（ミズーリ州セントルイス）

|                            | 1 | 2 | 3 | 4 | 5 | 6 | 7 | 8 | 9 | R  | H  | E |
| -------------------------- | - | - | - | - | - | - | - | - | - | -- | -- | - |
| ニューヨーク・メッツ       | 0 | 0 | 2 | 0 | 3 | 6 | 1 | 0 | 0 | 12 | 14 | 1 |
| セントルイス・カージナルス | 0 | 1 | 1 | 0 | 1 | 2 | 0 | 0 | 0 | 5  | 11 | 1 |

1. 勝利：オリバー・ペレス（1勝）
2. 敗戦：ブラッド・トンプソン（1敗）
3. 本塁打
NYM：カルロス・ベルトラン2号ソロ・3号ソロ、デビッド・ライト1号ソロ、カルロス・デルガド2号3ラン
STL：デビッド・エクスタイン1号ソロ、ジム・エドモンズ2号ソロ、ヤディアー・モリーナ1号ソロ
4. 審判
［球審］フィールディン・カルブレス
［塁審］一塁: ジェフ・ケロッグ、二塁: ゲイリー・ダーリング、三塁: ティム・ウェルキー
［外審］左翼: ジム・ジョイス、右翼: ジェリー・レイン
5. 試合開始時刻: 中部夏時間（UTC-5）午後7時5分  試合時間: 3時間31分  観客: 4万6600人  気温: 62°F（16.7°C）
詳細: MLB.com Gameday / ESPN.com / Baseball-Reference.com / Fangraphs

| ニューヨーク・メッツ | ニューヨーク・メッツ | ニューヨーク・メッツ | ニューヨーク・メッツ | ニューヨーク・メッツ                                                                                    | セントルイス・カージナルス | セントルイス・カージナルス | セントルイス・カージナルス | セントルイス・カージナルス | セントルイス・カージナルス                                                                                               |
| -------------------- | -------------------- | -------------------- | -------------------- | --- | -------------------------- | -------------------------- | -------------------------- | -------------------------- | --- |
| 打順                 | 守備                 | 選手                 | 打席                 | O・ペレスP・ロデューカC・デルガドJ・バレンティンD・ライトJ・レイエスE・チャベスC・ベルトランS・グリーン | 打順                       | 守備                       | 選手                       | 打席                       | A・レイエスY・モリーナA・プホルスR・ベリアードS・ローレンD・エクスタインS・スピージオJ・エドモンズJ・エンカー · ナシオン |
| 1                    | 遊                   | J・レイエス          | 両                   | O・ペレスP・ロデューカC・デルガドJ・バレンティンD・ライトJ・レイエスE・チャベスC・ベルトランS・グリーン | 1                          | 遊                         | D・エクスタイン            | 右                         | A・レイエスY・モリーナA・プホルスR・ベリアードS・ローレンD・エクスタインS・スピージオJ・エドモンズJ・エンカー · ナシオン |
| 2                    | 捕                   | P・ロデューカ        | 右                   | O・ペレスP・ロデューカC・デルガドJ・バレンティンD・ライトJ・レイエスE・チャベスC・ベルトランS・グリーン | 2                          | 左                         | S・スピージオ              | 両                         | A・レイエスY・モリーナA・プホルスR・ベリアードS・ローレンD・エクスタインS・スピージオJ・エドモンズJ・エンカー · ナシオン |
| 3                    | 中                   | C・ベルトラン        | 両                   | O・ペレスP・ロデューカC・デルガドJ・バレンティンD・ライトJ・レイエスE・チャベスC・ベルトランS・グリーン | 3                          | 一                         | A・プホルス                | 右                         | A・レイエスY・モリーナA・プホルスR・ベリアードS・ローレンD・エクスタインS・スピージオJ・エドモンズJ・エンカー · ナシオン |
| 4                    | 一                   | C・デルガド          | 左                   | O・ペレスP・ロデューカC・デルガドJ・バレンティンD・ライトJ・レイエスE・チャベスC・ベルトランS・グリーン | 4                          | 右                         | J・エンカーナシオン        | 右                         | A・レイエスY・モリーナA・プホルスR・ベリアードS・ローレンD・エクスタインS・スピージオJ・エドモンズJ・エンカー · ナシオン |
| 5                    | 三                   | D・ライト            | 右                   | O・ペレスP・ロデューカC・デルガドJ・バレンティンD・ライトJ・レイエスE・チャベスC・ベルトランS・グリーン | 5                          | 三                         | S・ローレン                | 右                         | A・レイエスY・モリーナA・プホルスR・ベリアードS・ローレンD・エクスタインS・スピージオJ・エドモンズJ・エンカー · ナシオン |
| 6                    | 右                   | S・グリーン          | 左                   | O・ペレスP・ロデューカC・デルガドJ・バレンティンD・ライトJ・レイエスE・チャベスC・ベルトランS・グリーン | 6                          | 中                         | J・エドモンズ              | 左                         | A・レイエスY・モリーナA・プホルスR・ベリアードS・ローレンD・エクスタインS・スピージオJ・エドモンズJ・エンカー · ナシオン |
| 7                    | 二                   | J・バレンティン      | 両                   | O・ペレスP・ロデューカC・デルガドJ・バレンティンD・ライトJ・レイエスE・チャベスC・ベルトランS・グリーン | 7                          | 二                         | R・ベリアード              | 右                         | A・レイエスY・モリーナA・プホルスR・ベリアードS・ローレンD・エクスタインS・スピージオJ・エドモンズJ・エンカー · ナシオン |
| 8                    | 左                   | E・チャベス          | 左                   | O・ペレスP・ロデューカC・デルガドJ・バレンティンD・ライトJ・レイエスE・チャベスC・ベルトランS・グリーン | 8                          | 捕                         | Y・モリーナ                | 右                         | A・レイエスY・モリーナA・プホルスR・ベリアードS・ローレンD・エクスタインS・スピージオJ・エドモンズJ・エンカー · ナシオン |
| 9                    | 投                   | O・ペレス            | 左                   | O・ペレスP・ロデューカC・デルガドJ・バレンティンD・ライトJ・レイエスE・チャベスC・ベルトランS・グリーン | 9                          | 投                         | A・レイエス                | 右                         | A・レイエスY・モリーナA・プホルスR・ベリアードS・ローレンD・エクスタインS・スピージオJ・エドモンズJ・エンカー · ナシオン |
| 先発投手             | 先発投手             | 先発投手             | 投球                 | O・ペレスP・ロデューカC・デルガドJ・バレンティンD・ライトJ・レイエスE・チャベスC・ベルトランS・グリーン | 先発投手                   | 先発投手                   | 先発投手                   | 投球                       | A・レイエスY・モリーナA・プホルスR・ベリアードS・ローレンD・エクスタインS・スピージオJ・エドモンズJ・エンカー · ナシオン |
| O・ペレス            | O・ペレス            | O・ペレス            | 左                   | O・ペレスP・ロデューカC・デルガドJ・バレンティンD・ライトJ・レイエスE・チャベスC・ベルトランS・グリーン | A・レイエス                | A・レイエス                | A・レイエス                | 右                         | A・レイエスY・モリーナA・プホルスR・ベリアードS・ローレンD・エクスタインS・スピージオJ・エドモンズJ・エンカー · ナシオン |

### 第5戦 10月17日
- ブッシュ・スタジアム（ミズーリ州セントルイス）

|                            | 1 | 2 | 3 | 4 | 5 | 6 | 7 | 8 | 9 | R | H  | E |
| -------------------------- | - | - | - | - | - | - | - | - | - | - | -- | - |
| ニューヨーク・メッツ       | 0 | 0 | 0 | 2 | 0 | 0 | 0 | 0 | 0 | 2 | 8  | 0 |
| セントルイス・カージナルス | 0 | 0 | 0 | 2 | 1 | 1 | 0 | 0 | X | 4 | 10 | 0 |

1. 勝利：ジェフ・ウィーバー（1勝1敗）
2. セーブ：アダム・ウェインライト（1S）
3. 敗戦：トム・グラビン（1勝1敗）
4. 本塁打
STL：アルバート・プホルス1号ソロ、クリス・ダンカン1号ソロ
5. 審判
［球審］ジェフ・ケロッグ
［塁審］一塁: ゲイリー・ダーリング、二塁: ティム・ウェルキー、三塁: ジム・ジョイス
［外審］左翼: ジェリー・レイン、右翼: フィールディン・カルブレス
6. 試合開始時刻: 中部夏時間（UTC-5）午後7時20分  試合時間: 3時間26分  観客: 4万6496人  気温: 61°F（16.1°C）
詳細: MLB.com Gameday / ESPN.com / Baseball-Reference.com / Fangraphs

| ニューヨーク・メッツ | ニューヨーク・メッツ | ニューヨーク・メッツ | ニューヨーク・メッツ | ニューヨーク・メッツ                                                                                      | セントルイス・カージナルス | セントルイス・カージナルス | セントルイス・カージナルス | セントルイス・カージナルス | セントルイス・カージナルス                                                                                                 |
| -------------------- | -------------------- | -------------------- | -------------------- | --- | -------------------------- | -------------------------- | -------------------------- | -------------------------- | --- |
| 打順                 | 守備                 | 選手                 | 打席                 | T・グラビンP・ロデューカC・デルガドJ・バレンティンD・ライトJ・レイエスE・チャベスC・ベルトランS・グリーン | 打順                       | 守備                       | 選手                       | 打席                       | J・ウィーバーY・モリーナA・プホルスR・ベリアードS・ローレンD・エクスタインP・ウィルソンJ・エドモンズJ・エンカー · ナシオン |
| 1                    | 遊                   | J・レイエス          | 両                   | T・グラビンP・ロデューカC・デルガドJ・バレンティンD・ライトJ・レイエスE・チャベスC・ベルトランS・グリーン | 1                          | 遊                         | D・エクスタイン            | 右                         | J・ウィーバーY・モリーナA・プホルスR・ベリアードS・ローレンD・エクスタインP・ウィルソンJ・エドモンズJ・エンカー · ナシオン |
| 2                    | 捕                   | P・ロデューカ        | 右                   | T・グラビンP・ロデューカC・デルガドJ・バレンティンD・ライトJ・レイエスE・チャベスC・ベルトランS・グリーン | 2                          | 左                         | P・ウィルソン              | 右                         | J・ウィーバーY・モリーナA・プホルスR・ベリアードS・ローレンD・エクスタインP・ウィルソンJ・エドモンズJ・エンカー · ナシオン |
| 3                    | 中                   | C・ベルトラン        | 両                   | T・グラビンP・ロデューカC・デルガドJ・バレンティンD・ライトJ・レイエスE・チャベスC・ベルトランS・グリーン | 3                          | 一                         | A・プホルス                | 右                         | J・ウィーバーY・モリーナA・プホルスR・ベリアードS・ローレンD・エクスタインP・ウィルソンJ・エドモンズJ・エンカー · ナシオン |
| 4                    | 一                   | C・デルガド          | 左                   | T・グラビンP・ロデューカC・デルガドJ・バレンティンD・ライトJ・レイエスE・チャベスC・ベルトランS・グリーン | 4                          | 右                         | J・エンカーナシオン        | 右                         | J・ウィーバーY・モリーナA・プホルスR・ベリアードS・ローレンD・エクスタインP・ウィルソンJ・エドモンズJ・エンカー · ナシオン |
| 5                    | 三                   | D・ライト            | 右                   | T・グラビンP・ロデューカC・デルガドJ・バレンティンD・ライトJ・レイエスE・チャベスC・ベルトランS・グリーン | 5                          | 三                         | S・ローレン                | 右                         | J・ウィーバーY・モリーナA・プホルスR・ベリアードS・ローレンD・エクスタインP・ウィルソンJ・エドモンズJ・エンカー · ナシオン |
| 6                    | 右                   | S・グリーン          | 左                   | T・グラビンP・ロデューカC・デルガドJ・バレンティンD・ライトJ・レイエスE・チャベスC・ベルトランS・グリーン | 6                          | 中                         | J・エドモンズ              | 左                         | J・ウィーバーY・モリーナA・プホルスR・ベリアードS・ローレンD・エクスタインP・ウィルソンJ・エドモンズJ・エンカー · ナシオン |
| 7                    | 二                   | J・バレンティン      | 両                   | T・グラビンP・ロデューカC・デルガドJ・バレンティンD・ライトJ・レイエスE・チャベスC・ベルトランS・グリーン | 7                          | 二                         | R・ベリアード              | 右                         | J・ウィーバーY・モリーナA・プホルスR・ベリアードS・ローレンD・エクスタインP・ウィルソンJ・エドモンズJ・エンカー · ナシオン |
| 8                    | 左                   | E・チャベス          | 左                   | T・グラビンP・ロデューカC・デルガドJ・バレンティンD・ライトJ・レイエスE・チャベスC・ベルトランS・グリーン | 8                          | 捕                         | Y・モリーナ                | 右                         | J・ウィーバーY・モリーナA・プホルスR・ベリアードS・ローレンD・エクスタインP・ウィルソンJ・エドモンズJ・エンカー · ナシオン |
| 9                    | 投                   | T・グラビン          | 左                   | T・グラビンP・ロデューカC・デルガドJ・バレンティンD・ライトJ・レイエスE・チャベスC・ベルトランS・グリーン | 9                          | 投                         | J・ウィーバー              | 右                         | J・ウィーバーY・モリーナA・プホルスR・ベリアードS・ローレンD・エクスタインP・ウィルソンJ・エドモンズJ・エンカー · ナシオン |
| 先発投手             | 先発投手             | 先発投手             | 投球                 | T・グラビンP・ロデューカC・デルガドJ・バレンティンD・ライトJ・レイエスE・チャベスC・ベルトランS・グリーン | 先発投手                   | 先発投手                   | 先発投手                   | 投球                       | J・ウィーバーY・モリーナA・プホルスR・ベリアードS・ローレンD・エクスタインP・ウィルソンJ・エドモンズJ・エンカー · ナシオン |
| T・グラビン          | T・グラビン          | T・グラビン          | 左                   | T・グラビンP・ロデューカC・デルガドJ・バレンティンD・ライトJ・レイエスE・チャベスC・ベルトランS・グリーン | J・ウィーバー              | J・ウィーバー              | J・ウィーバー              | 右                         | J・ウィーバーY・モリーナA・プホルスR・ベリアードS・ローレンD・エクスタインP・ウィルソンJ・エドモンズJ・エンカー · ナシオン |

### 第6戦 10月18日
- シェイ・スタジアム（ニューヨーク州ニューヨーク市クイーンズ区）

|                            | 1 | 2 | 3 | 4 | 5 | 6 | 7 | 8 | 9 | R | H  | E |
| -------------------------- | - | - | - | - | - | - | - | - | - | - | -- | - |
| セントルイス・カージナルス | 0 | 0 | 0 | 0 | 0 | 0 | 0 | 0 | 2 | 2 | 7  | 1 |
| ニューヨーク・メッツ       | 1 | 0 | 0 | 1 | 0 | 0 | 2 | 0 | X | 4 | 10 | 0 |

1. 勝利：ジョン・メイン（1勝）
2. 敗戦：クリス・カーペンター（1敗）
3. 本塁打
NYM：ホセ・レイエス1号ソロ
4. 審判
［球審］ゲイリー・ダーリング
［塁審］一塁: ティム・ウェルキー、二塁: ジム・ジョイス、三塁: ジェリー・レイン
［外審］左翼: フィールディン・カルブレス、右翼: ジェフ・ケロッグ
5. 試合開始時刻: 東部夏時間（UTC-4）午後8時20分  試合時間: 2時間56分  観客: 5万6334人  気温: 69°F（20.6°C）
詳細: MLB.com Gameday / ESPN.com / Baseball-Reference.com / Fangraphs

| セントルイス・カージナルス | セントルイス・カージナルス | セントルイス・カージナルス | セントルイス・カージナルス | セントルイス・カージナルス                                                                                                   | ニューヨーク・メッツ | ニューヨーク・メッツ | ニューヨーク・メッツ | ニューヨーク・メッツ | ニューヨーク・メッツ                                                                                    |
| -------------------------- | -------------------------- | -------------------------- | -------------------------- | --- | -------------------- | -------------------- | -------------------- | -------------------- | --- |
| 打順                       | 守備                       | 選手                       | 打席                       | C・カーペンターY・モリーナA・プホルスR・ベリアードS・ローレンD・エクスタインS・スピージオJ・エドモンズJ・エンカー · ナシオン | 打順                 | 守備                 | 選手                 | 打席                 | J・メインP・ロデューカC・デルガドJ・バレンティンD・ライトJ・レイエスE・チャベスC・ベルトランS・グリーン |
| 1                          | 遊                         | D・エクスタイン            | 右                         | C・カーペンターY・モリーナA・プホルスR・ベリアードS・ローレンD・エクスタインS・スピージオJ・エドモンズJ・エンカー · ナシオン | 1                    | 遊                   | J・レイエス          | 両                   | J・メインP・ロデューカC・デルガドJ・バレンティンD・ライトJ・レイエスE・チャベスC・ベルトランS・グリーン |
| 2                          | 左                         | S・スピージオ              | 両                         | C・カーペンターY・モリーナA・プホルスR・ベリアードS・ローレンD・エクスタインS・スピージオJ・エドモンズJ・エンカー · ナシオン | 2                    | 捕                   | P・ロデューカ        | 右                   | J・メインP・ロデューカC・デルガドJ・バレンティンD・ライトJ・レイエスE・チャベスC・ベルトランS・グリーン |
| 3                          | 一                         | A・プホルス                | 右                         | C・カーペンターY・モリーナA・プホルスR・ベリアードS・ローレンD・エクスタインS・スピージオJ・エドモンズJ・エンカー · ナシオン | 3                    | 中                   | C・ベルトラン        | 両                   | J・メインP・ロデューカC・デルガドJ・バレンティンD・ライトJ・レイエスE・チャベスC・ベルトランS・グリーン |
| 4                          | 中                         | J・エドモンズ              | 左                         | C・カーペンターY・モリーナA・プホルスR・ベリアードS・ローレンD・エクスタインS・スピージオJ・エドモンズJ・エンカー · ナシオン | 4                    | 一                   | C・デルガド          | 左                   | J・メインP・ロデューカC・デルガドJ・バレンティンD・ライトJ・レイエスE・チャベスC・ベルトランS・グリーン |
| 5                          | 右                         | J・エンカーナシオン        | 右                         | C・カーペンターY・モリーナA・プホルスR・ベリアードS・ローレンD・エクスタインS・スピージオJ・エドモンズJ・エンカー · ナシオン | 5                    | 三                   | D・ライト            | 右                   | J・メインP・ロデューカC・デルガドJ・バレンティンD・ライトJ・レイエスE・チャベスC・ベルトランS・グリーン |
| 6                          | 三                         | S・ローレン                | 右                         | C・カーペンターY・モリーナA・プホルスR・ベリアードS・ローレンD・エクスタインS・スピージオJ・エドモンズJ・エンカー · ナシオン | 6                    | 右                   | S・グリーン          | 左                   | J・メインP・ロデューカC・デルガドJ・バレンティンD・ライトJ・レイエスE・チャベスC・ベルトランS・グリーン |
| 7                          | 二                         | R・ベリアード              | 右                         | C・カーペンターY・モリーナA・プホルスR・ベリアードS・ローレンD・エクスタインS・スピージオJ・エドモンズJ・エンカー · ナシオン | 7                    | 二                   | J・バレンティン      | 両                   | J・メインP・ロデューカC・デルガドJ・バレンティンD・ライトJ・レイエスE・チャベスC・ベルトランS・グリーン |
| 8                          | 捕                         | Y・モリーナ                | 右                         | C・カーペンターY・モリーナA・プホルスR・ベリアードS・ローレンD・エクスタインS・スピージオJ・エドモンズJ・エンカー · ナシオン | 8                    | 左                   | E・チャベス          | 左                   | J・メインP・ロデューカC・デルガドJ・バレンティンD・ライトJ・レイエスE・チャベスC・ベルトランS・グリーン |
| 9                          | 投                         | C・カーペンター            | 右                         | C・カーペンターY・モリーナA・プホルスR・ベリアードS・ローレンD・エクスタインS・スピージオJ・エドモンズJ・エンカー · ナシオン | 9                    | 投                   | J・メイン            | 右                   | J・メインP・ロデューカC・デルガドJ・バレンティンD・ライトJ・レイエスE・チャベスC・ベルトランS・グリーン |
| 先発投手                   | 先発投手                   | 先発投手                   | 投球                       | C・カーペンターY・モリーナA・プホルスR・ベリアードS・ローレンD・エクスタインS・スピージオJ・エドモンズJ・エンカー · ナシオン | 先発投手             | 先発投手             | 先発投手             | 投球                 | J・メインP・ロデューカC・デルガドJ・バレンティンD・ライトJ・レイエスE・チャベスC・ベルトランS・グリーン |
| C・カーペンター            | C・カーペンター            | C・カーペンター            | 右                         | C・カーペンターY・モリーナA・プホルスR・ベリアードS・ローレンD・エクスタインS・スピージオJ・エドモンズJ・エンカー · ナシオン | J・メイン            | J・メイン            | J・メイン            | 右                   | J・メインP・ロデューカC・デルガドJ・バレンティンD・ライトJ・レイエスE・チャベスC・ベルトランS・グリーン |

### 第7戦 10月19日
- シェイ・スタジアム（ニューヨーク州ニューヨーク市クイーンズ区）

|                            | 1 | 2 | 3 | 4 | 5 | 6 | 7 | 8 | 9 | R | H | E |
| -------------------------- | - | - | - | - | - | - | - | - | - | - | - | - |
| セントルイス・カージナルス | 0 | 1 | 0 | 0 | 0 | 0 | 0 | 0 | 2 | 3 | 6 | 1 |
| ニューヨーク・メッツ       | 1 | 0 | 0 | 0 | 0 | 0 | 0 | 0 | 0 | 1 | 4 | 1 |

1. 勝利：ランディ・フローレス（1勝）
2. セーブ：アダム・ウェインライト（2S）
3. 敗戦：アーロン・ハイルマン（1敗）
4. 本塁打
STL：ヤディアー・モリーナ2号2ラン
5. 審判
［球審］ティム・ウェルキー
［塁審］一塁: ジム・ジョイス、二塁: ジェリー・レイン、三塁: フィールディン・カルブレス
［外審］左翼: ジェフ・ケロッグ、右翼: ゲイリー・ダーリング
6. 試合開始時刻: 東部夏時間（UTC-4）午後8時20分  試合時間: 3時間23分  観客: 5万6357人  気温: 67°F（19.4°C）
詳細: MLB.com Gameday / ESPN.com / Baseball-Reference.com / Fangraphs

| セントルイス・カージナルス | セントルイス・カージナルス | セントルイス・カージナルス | セントルイス・カージナルス | セントルイス・カージナルス                                                                                               | ニューヨーク・メッツ | ニューヨーク・メッツ | ニューヨーク・メッツ | ニューヨーク・メッツ | ニューヨーク・メッツ                                                                                    |
| -------------------------- | -------------------------- | -------------------------- | -------------------------- | --- | -------------------- | -------------------- | -------------------- | -------------------- | --- |
| 打順                       | 守備                       | 選手                       | 打席                       | J・スーパンY・モリーナA・プホルスR・ベリアードS・ローレンD・エクスタインP・ウィルソンJ・エドモンズJ・エンカー · ナシオン | 打順                 | 守備                 | 選手                 | 打席                 | O・ペレスP・ロデューカC・デルガドJ・バレンティンD・ライトJ・レイエスE・チャベスC・ベルトランS・グリーン |
| 1                          | 遊                         | D・エクスタイン            | 右                         | J・スーパンY・モリーナA・プホルスR・ベリアードS・ローレンD・エクスタインP・ウィルソンJ・エドモンズJ・エンカー · ナシオン | 1                    | 遊                   | J・レイエス          | 両                   | O・ペレスP・ロデューカC・デルガドJ・バレンティンD・ライトJ・レイエスE・チャベスC・ベルトランS・グリーン |
| 2                          | 左                         | P・ウィルソン              | 右                         | J・スーパンY・モリーナA・プホルスR・ベリアードS・ローレンD・エクスタインP・ウィルソンJ・エドモンズJ・エンカー · ナシオン | 2                    | 捕                   | P・ロデューカ        | 右                   | O・ペレスP・ロデューカC・デルガドJ・バレンティンD・ライトJ・レイエスE・チャベスC・ベルトランS・グリーン |
| 3                          | 一                         | A・プホルス                | 右                         | J・スーパンY・モリーナA・プホルスR・ベリアードS・ローレンD・エクスタインP・ウィルソンJ・エドモンズJ・エンカー · ナシオン | 3                    | 中                   | C・ベルトラン        | 両                   | O・ペレスP・ロデューカC・デルガドJ・バレンティンD・ライトJ・レイエスE・チャベスC・ベルトランS・グリーン |
| 4                          | 右                         | J・エンカーナシオン        | 右                         | J・スーパンY・モリーナA・プホルスR・ベリアードS・ローレンD・エクスタインP・ウィルソンJ・エドモンズJ・エンカー · ナシオン | 4                    | 一                   | C・デルガド          | 左                   | O・ペレスP・ロデューカC・デルガドJ・バレンティンD・ライトJ・レイエスE・チャベスC・ベルトランS・グリーン |
| 5                          | 中                         | J・エドモンズ              | 左                         | J・スーパンY・モリーナA・プホルスR・ベリアードS・ローレンD・エクスタインP・ウィルソンJ・エドモンズJ・エンカー · ナシオン | 5                    | 三                   | D・ライト            | 右                   | O・ペレスP・ロデューカC・デルガドJ・バレンティンD・ライトJ・レイエスE・チャベスC・ベルトランS・グリーン |
| 6                          | 三                         | S・ローレン                | 右                         | J・スーパンY・モリーナA・プホルスR・ベリアードS・ローレンD・エクスタインP・ウィルソンJ・エドモンズJ・エンカー · ナシオン | 6                    | 右                   | S・グリーン          | 左                   | O・ペレスP・ロデューカC・デルガドJ・バレンティンD・ライトJ・レイエスE・チャベスC・ベルトランS・グリーン |
| 7                          | 捕                         | Y・モリーナ                | 右                         | J・スーパンY・モリーナA・プホルスR・ベリアードS・ローレンD・エクスタインP・ウィルソンJ・エドモンズJ・エンカー · ナシオン | 7                    | 二                   | J・バレンティン      | 両                   | O・ペレスP・ロデューカC・デルガドJ・バレンティンD・ライトJ・レイエスE・チャベスC・ベルトランS・グリーン |
| 8                          | 二                         | R・ベリアード              | 右                         | J・スーパンY・モリーナA・プホルスR・ベリアードS・ローレンD・エクスタインP・ウィルソンJ・エドモンズJ・エンカー · ナシオン | 8                    | 左                   | E・チャベス          | 左                   | O・ペレスP・ロデューカC・デルガドJ・バレンティンD・ライトJ・レイエスE・チャベスC・ベルトランS・グリーン |
| 9                          | 投                         | J・スーパン                | 右                         | J・スーパンY・モリーナA・プホルスR・ベリアードS・ローレンD・エクスタインP・ウィルソンJ・エドモンズJ・エンカー · ナシオン | 9                    | 投                   | O・ペレス            | 左                   | O・ペレスP・ロデューカC・デルガドJ・バレンティンD・ライトJ・レイエスE・チャベスC・ベルトランS・グリーン |
| 先発投手                   | 先発投手                   | 先発投手                   | 投球                       | J・スーパンY・モリーナA・プホルスR・ベリアードS・ローレンD・エクスタインP・ウィルソンJ・エドモンズJ・エンカー · ナシオン | 先発投手             | 先発投手             | 先発投手             | 投球                 | O・ペレスP・ロデューカC・デルガドJ・バレンティンD・ライトJ・レイエスE・チャベスC・ベルトランS・グリーン |
| J・スーパン                | J・スーパン                | J・スーパン                | 右                         | J・スーパンY・モリーナA・プホルスR・ベリアードS・ローレンD・エクスタインP・ウィルソンJ・エドモンズJ・エンカー · ナシオン | O・ペレス            | O・ペレス            | O・ペレス            | 左                   | O・ペレスP・ロデューカC・デルガドJ・バレンティンD・ライトJ・レイエスE・チャベスC・ベルトランS・グリーン |